# 1955-ös magyar labdarúgókupa-döntő
Az 1955-ös magyar labdarúgókupa-döntő a sorozat 23. döntője volt. A finálét a Bp. Vasas és a Bp. Honvéd játszották. A találkozóra Budapesten, az Népstadionban került sor augusztus 20-án. Ez volt a Vasas első, a Honvéd második döntős szereplése.

## Út a döntőig
A sorozat döntőjébe a Bp. Vasas és a Bp. Honvéd jutott be. Mindkét csapat az országos főtábla első fordulójában (legjobb 64) kapcsolódott be a küzdelmekbe.
Az eredmények az adott csapat szempontjából szerepelnek.
| Bp. Vasas                     | Bp. Vasas | Bp. Vasas | Bp. Vasas | Szakasz       | Bp. Honvéd                       | Bp. Honvéd | Bp. Honvéd | Bp. Honvéd |
| ----------------------------- | --------- | --------- | --------- | ------------- | -------------------------------- | ---------- | ---------- | ---------- |
| Veszprémi Haladás (megye I)   | 7–2 (i)   | 7–2 (i)   | 7–2 (i)   | 1. forduló    | Nagybátonyi Bányász (megye I)    | 11–2 (o)   | 11–2 (o)   | 11–2 (o)   |
| Dombóvári Lokomotív (megye I) | 20–0 (o)  | 20–0 (o)  | 20–0 (o)  | 2. forduló    | Miskolci Lokomotív (NB II kelet) | 5–2 (i)    | 5–2 (i)    | 5–2 (i)    |
| Pécsi Dózsa (NB I)            | 2–0 (o)   | 2–0 (o)   | 2–0 (o)   | Nyolcaddöntők | Diósgyőri Vasas (NB I)           | 3–1 (o)    | 3–1 (o)    | 3–1 (o)    |
| Szombathelyi Törekvés (NB I)  | 7–1 (o)   | 7–1 (o)   | 7–1 (o)   | Negyeddöntők  | Salgótarjáni Bányász (NB I)      | 9–2 (o)    | 9–2 (o)    | 9–2 (o)    |
| Bp. Vörös Lobogó (NB I)       | 5–2 (i)   | 5–2 (i)   | 5–2 (i)   | Elődöntők     | Légierő (NB I)                   | 3–2 (i)    | 3–2 (i)    | 3–2 (i)    |

## Előzmények
A döntőt eredetileg a Bp. Előre Sport utcai stadionjában rendezték volna. Csak a mérkőzés előtti napon derült ki, hogy a Népstadion ad otthont a találkozónak. Ugyanezen a napon a Honvédból Czibor és Kotász játéka csak valószínű, míg Bozsik és Lóránt pályára lépése kizárt volt.

## A mérkőzés
| 1955. augusztus 20. 17:00 |

| Budapesti Vasas                   | 3–2   | Budapesti Honvéd     |
| --------------------------------- | ----- | -------------------- |
| Teleki 8' Raduly 29' Bundzsák 74' | (2–1) | Kocsis 23' Budai 77' |

| Népstadion, Budapest Nézőszám: 40 000 Játékvezető: Kamarás Asszisztensek: Mogyorósi, Hamvas |

| BP VASAS:    |  |                  |
|              |  |                  |
| K            |  | Kamarás Mihály   |
| V            |  | Sárosi László    |
| V            |  | Kontha Károly    |
| V            |  | Bodzsár Sándor   |
| KP           |  | Bundzsák Dezső   |
| KP           |  | Berendy Pál      |
| T            |  | Raduly József    |
| T            |  | Csordás Lajos    |
| T            |  | Szilágyi Gyula   |
| T            |  | Teleki Gyula     |
| T            |  | Illovszky Rudolf |
| Vezetőedző:  |  |                  |
| Baróti Lajos |  |                  |

| Bp. HONVÉD: |  |                 |
|             |  |                 |
| K           |  | Faragó Lajos    |
| V           |  | Rákóczi László  |
| V           |  | Palicskó Tibor  |
| V           |  | Kotász Antal    |
| KP          |  | Törőcsik István |
| KP          |  | Bányai Nándor   |
| T           |  | Budai László    |
| T           |  | Kocsis Sándor   |
| T           |  | Machos Ferenc   |
| T           |  | Puskás Ferenc   |
| T           |  | Czibor Zoltán   |
| Vezetőedző: |  |                 |
| Kalmár Jenő |  |                 |

A sorozatban pályára lépett Bp. Vasas játékosok: Kovalik Ferenc, Kamarás Mihály – Berendy Pál, Bodzsár Sándor, Bundzsák Dezső, Csordás Lajos, Farkas Jenő, Illovszky Rudolf, Karácsonyi György, Kontha Károly, Matus Nándor, Milosevics László, Raduly József, Sárosi László, Szilágyi Gyula, Szilágyi János, Teleki Gyula